# Broj 1 singlovi 2006. (Russian Airplay Chart)
Popis broj 1 singlova u 2006. godini u Rusiji prema Russian Airplay Chartu. Singl godine je "Nevozmozhnoe vozmozhno" Dime Bilana.
| Datum         | Skladba                | Skladba                | Izvođač         |
| Datum         | (originalno)           | (transliterirano)      | Izvođač         |
| ------------- | ---------------------- | ---------------------- | --------------- |
| 8. siječnja   | "Hung Up"              | "Hung Up"              | Madonna         |
| 15. siječnja  | "Hung Up"              | "Hung Up"              | Madonna         |
| 22. siječnja  | "Как твои дела"        | Kak tvoi dela          | Yulia Savicheva |
| 29. siječnja  | "Как твои дела"        | Kak tvoi dela          | Yulia Savicheva |
| 5. veljače    | "Как твои дела"        | Kak tvoi dela          | Yulia Savicheva |
| 12. veljače   | "Как твои дела"        | Kak tvoi dela          | Yulia Savicheva |
| 19. veljače   | "Как твои дела"        | Kak tvoi dela          | Yulia Savicheva |
| 26. veljače   | "До скорой встречи"    | Do skoroy vstrechi     | Zveri           |
| 5. ožujka     | "Как твои дела"        | Kak tvoi dela          | Yulia Savicheva |
| 12. ožujka    | "Как твои дела"        | Kak tvoi dela          | Yulia Savicheva |
| 19. ožujka    | "До скорой встречи"    | Do skoroy vstrechi     | Zveri           |
| 26. ožujka    | "До скорой встречи"    | Do skoroy vstrechi     | Zveri           |
| 2. travnja    | "До скорой встречи"    | Do skoroy vstrechi     | Zveri           |
| 9. travnja    | "Нежность моя"         | Nezhnost' moya         | Valeriya        |
| 16. travnja   | "Нежность моя"         | Nezhnost' moya         | Valeriya        |
| 23. travnja   | "Это была любовь"      | Eto byla lyubov'       | Dima Bilan      |
| 30. travnja   | "Нежность моя"         | Nezhnost' moya         | Valeriya        |
| 7. svibnja    | "Привет"               | Privet                 | Yulia Savicheva |
| 14. svibnja   | "Привет"               | Privet                 | Yulia Savicheva |
| 21. svibnja   | "Привет"               | Privet                 | Yulia Savicheva |
| 28. svibnja   | "Привет"               | Privet                 | Yulia Savicheva |
| 4. lipanja    | "Плачь и смотри"       | Plach' i smotri        | Nepara          |
| 11. lipanja   | "Привет"               | Privet                 | Yulia Savicheva |
| 18. lipanja   | "Привет"               | Privet                 | Yulia Savicheva |
| 25. lipanja   | "Привет"               | Privet                 | Yulia Savicheva |
| 2. srpnja     | "Привет"               | Privet                 | Yulia Savicheva |
| 9. srpnja     | "Привет"               | Privet                 | Yulia Savicheva |
| 16. srpnja    | "Привет"               | Privet                 | Yulia Savicheva |
| 23. srpnja    | "Я с тобой"            | Ya s toboy             | Irakli          |
| 30. srpnja    | "Я с тобой"            | Ya s toboy             | Irakli          |
| 6. kolovoza   | "Я с тобой"            | Ya s toboy             | Irakli          |
| 13. kolovoza  | "Лето"                 | Leto                   | Chi-Li          |
| 20. kolovoza  | "Лето"                 | Leto                   | Chi-Li          |
| 26. kolovoza  | "Лето"                 | Leto                   | Chi-Li          |
| 3. rujna      | "Лето"                 | Leto                   | Chi-Li          |
| 10. rujna     | "Лето"                 | Leto                   | Chi-Li          |
| 17. rujna     | "Лето"                 | Leto                   | Chi-Li          |
| 24. rujna     | "Лето"                 | Leto                   | Chi-Li          |
| 31. rujna     | "Лето"                 | Leto                   | Chi-Li          |
| 8. listopada  | "Я лечу"               | Ya lechu               | Valeriya        |
| 15. listopada | "Невозможное возможно" | Nevozmozhnoe vozmozhno | Dima Bilan      |
| 22. listopada | "Невозможное возможно" | Nevozmozhnoe vozmozhno | Dima Bilan      |
| 29. listopada | "Невозможное возможно" | Nevozmozhnoe vozmozhno | Dima Bilan      |
| 5. studenog   | "Невозможное возможно" | Nevozmozhnoe vozmozhno | Dima Bilan      |
| 12. studenog  | "Невозможное возможно" | Nevozmozhnoe vozmozhno | Dima Bilan      |
| 19. studenog  | "Невозможное возможно" | Nevozmozhnoe vozmozhno | Dima Bilan      |
| 26. studenog  | "Невозможное возможно" | Nevozmozhnoe vozmozhno | Dima Bilan      |
| 3. prosinca   | "Невозможное возможно" | Nevozmozhnoe vozmozhno | Dima Bilan      |
| 10. studenog  | "Невозможное возможно" | Nevozmozhnoe vozmozhno | Dima Bilan      |
| 17. studenog  | "Невозможное возможно" | Nevozmozhnoe vozmozhno | Dima Bilan      |
| 24. studenog  | "Ещё люблю"            | Eshcho lyublyu         | A'Studio        |
| 31. studenog  | "Отпускаю"             | Otpuskayu              | MakSim          |